# Pimchanok Luevisadpaibul
Pimchanok Luevisadpaibul (พิมพ์ชนก ลือวิเศษไพบูลย์, spesso traslitterato come Pimchanok Leuwisetpaiboon), nota anche con lo pseudonimo di Baifern o semplicemente Fern (Dusit, 30 settembre 1992), è un'attrice e modella thailandese.

## Biografia
Ha debuttato nel cinema da bambina, con un ruolo tra i protagonisti della pellicola Power Kids, del 2008. Nel 2010 raggiunge molta fama recitando al fianco di Mario Maurer nel film A Crazy Little Thing Called Love, sodalizio che si ripeterà nel 2012 col film filippino Suddenly It's Magic. Altri ruoli che l'hanno resa famosa e fatto vincere premi, altri ai già citati, sono quelli nei film Cat A Wabb e Back to the 90s e nella serie televisiva Lhong fai.
Si è diplomata nel 2015 in Bachelor of Arts, all'Università Srinakharinwirot di Bangkok.

## Filmografia

### Cinema
- Power Kids, regia di Krissanapong Rachata (2009)
- Miss You Again, regia di Bhandit Rittakol (2009)
- The Meat Grinder, regia di Tiwa Moeithaisong (2009)
- A Crazy Little Thing Called Love, regia di Puttipong Pormsaka Na-Sakonnakorn e Wasin Pokpong (2010)
- Bangkok Knockout, regia di Panna Rittikrai e Morakot Kaewthanee (2010)
- Love Summer, regia di Triluck Makmeongpad (2011)
- Suddenly It's Magic, regia di Rory Quintos (2012)
- Die A Violent Death 2, regia di Poj Arnon, Tanwarin Sukkhapisit, Chartchai Ketknust e Manus Worrasingha (2014)
- Cat A Wabb, regia di Pongsak Pongsuwan e Nareubadee Wetchakam (2015)
- Back to the 90s, regia di Yanyong Kuruaungkoul (2015)
- The Guys, regia di Raditya Dika (2017)
- Friend zone (in produzione, 2019)

### Televisione
- Wai puan guan lah fun - serie TV (2010)
- Nak su phan kao niaw - serie TV (2010)
- Look khon - serie TV, 9 episodi (2010)
- Mon rak mae nam moon - serie TV, 15 episodi (2011)
- Pandin mahatsajun - serie TV (2011)
- Arsoon noy nai takieng kaew - serie TV, 21 episodi (2012)
- Look mai lark see - serie TV (2013)
- Khun pee tee rak - serie TV, 15 episodi (2014)
- Banlang hong - serie TV, 18 episodi (2016)
- Club Friday the Series 8 - Rak tae mee reu mai mee jing - serie TV (2016-2017)
- Slam Dance - Thum fan sanan flo - serie TV, 13 episodi (2017)
- Lhong fai - serie TV, 27 episodi (2017)
- Secret Garden Thailand - serie TV (2018)
- Mahassajan rak kham kradad - serie TV (2018)
- Beauty Boy - Phuchai kai suai - serie TV, in produzione (2018)
- Yutthakarn prab nang marn - serie TV, in produzione (2018)[2]

## Discografia

### Singoli
- 2010 - Phro thoe
- 2010 - Garn dern tarng tee saen glai (con il cast di "Wai puan guan lah fun")
- 2012 - Sayk rak... hai ter daai roo (con Anyarin Terathananpat)
- 2013 - Kob koon tee rak gun (con Tonont Wongboon, Mick Tongraya e Stephanie Lerce)
- 2015 - Sai tah
- 2016 - Sunyah jahk hua jai

## Premi e candidature
Kom Chad Luek Awards
- 2011 - Candidatura Miglior attrice (film) per A Crazy Little Thing Called Love
- 2014 - Candidatura Attrice più popolare per Look Mai Lark See
- 2016 - Candidatura Miglior attrice (film) per Cat A Wabb

Top Awards
- 2011 - Miglior attrice emergente (film) per A Crazy Little Thing Called Love

Chalermthai Awards
- 2011 - Miglior attrice in un ruolo principale per A Crazy Little Thing Called Love

Starpics Thai Films Awards
- 2011 - Candidatura Miglior attrice per A Crazy Little Thing Called Love
- 2016 - Candidatura Miglior attrice per Cat A Wabb

Suphannahong National Film Awards
- 2011 - Candidatura Miglior attrice per A Crazy Little Thing Called Love
- 2016 - Candidatura Miglior attrice per Back to the 90s

Bangkok Critics Assembly Awards
- 2011 - Candidatura Miglior attrice principale per A Crazy Little Thing Called Love
- 2016 - Candidatura Miglior attrice per Cat A Wabb

Golden Bell Awards
- 2011 - Persona dell'anno

Siam Dara Star Awards
- 2011 - Candidatura Miglior attrice (film) per A Crazy Little Thing Called Love
- 2011 - Candidatura Premio attrice emergente per A Crazy Little Thing Called Love
- 2018 - Candidatura Miglior personaggio cattivo per Lhong fai

Kazz Awards
- 2012 - Premio attrice popolare
- 2017 - Candidatura Accoppiata dell'anno (con Davika Hoorne)[3]
- 2018 - Candidatura Stella femminile nascente[4]

Università Srinakharinwirot
- 2014 - Premio studente eccezionale

Saraswati Royal Award
- 2015 - Candidatura Attrice popolare per Die A Violent Death 2

Maya Awards
- 2015 - Candidatura Miglior attrice principale (film) per Cat A Wabb e Back to the 90s[5]
- 2018 - Candidatura Premio stella femminile principale per Lhong fai[6]
- 2018 - Candidatura Premio stella femminile affascinante[7]

Daradaily The Great Awards
- 2016 - Candidatura Miglior attrice di film dell'anno per Back to the 90s
- 2018 - Candidatura Miglior attrice di drama dell'anno per Lhong fai[8]

BIOSCOPE Awards
- 2016 - Miglior attrice dell'anno per Cat A Wabb e Back to the 90s

Thai Film Director Awards
- 2016 - Candidatura Miglior attrice per Back to the 90s

EFM Awards
- 2016 - Candidatura Attrice più popolare per Back to the 90s

OK! Beauty Choice
- 2017 - Ragazza affascinante

Star's Light Awards
- 2018 - Premio attrice popolare per Lhong fai[9]

Howe Awards
- 2018 - Premio stella splendente per Lhong fai

Mthai Top-Talk Awards
- 2018 - Attrice più discussa per Lhong fai

Nine Entertain Awards
- 2018 - Candidatura Miglior attrice per Lhong fai

Nataraj Awards
- 2018 - Candidatura Miglior attrice per Lhong fai
- 2018 - Attrice rivoluzionaria per Lhong fai

Dara Inside Awards
- 2018 - Candidatura Attrice principale popolare dell'anno per Lhong fai[10]

OK! Awards
- 2018 - Candidatura Rubacuori maschili[11]